# Myotis nustrale
Myotis nustrale — вид рукокрилих ссавців з родини лиликових (Vespertilionidae). Новий вид ссавців ендемічний для Корсики.

## Таксономія
Видовий комплекс Myotis nattereri був у центрі кількох останніх морфологічних і молекулярних досліджень для оцінки видового статусу різних названих форм. Наприклад, нові види M. crypticus і M. zenatius. Новий вид Myotis nustrale має не тільки унікальні мітохондріальні гаплотипи, але також кілька ядерних алелів, які розходяться і більше ніде не зустрічаються, що підкреслює її тривалу незалежну еволюцію. Його екологія та звички ночівлі нагадують іберійський M. escalerai, але в іншому морфологічно він найбільш схожий на M. crypticus. Цей новий вид є ендемічним для Корсики і, очевидно, дуже рідкісний і по суті локалізований у гірських лісах. Через обмежене поширення й невелику чисельність популяції, він виглядає дуже вразливим до зміни клімату, тому його слід класифікувати як EN.

## Етимологія
Видовий епітет nustrale — це займенник, що означає «наш - le notre» у корсиканській мові.

## Поширення
Цей вид є ендеміком острова Корсика (Франція) у Середземному морі.

## Морфологічна характеристика
Це нічниця середнього розміру (вага 5.5–9.5 грама, передпліччя 38.4–41.3 мм) з відносно довгими незазубленими вухами; козелок прямий, виходить за межі половини довжини раковини. Жорсткі волоски уропатагіума (хвостова мембрана) розташовані в два ряди, лише деякі волоски відбиті назад. 